# Мільярес
Мільярес, Мільярс (ісп. Millares (офіційна назва), валенс. Millars) — муніципалітет в Іспанії, у складі автономної спільноти Валенсія, у провінції Валенсія. Населення — 491 особа (2010).

## Географія
Муніципалітет розташований на відстані близько 280 км на південний схід від Мадрида, 42 км на південний захід від Валенсії.

## Демографія
Динаміка населення (INE ):

## Галерея зображень

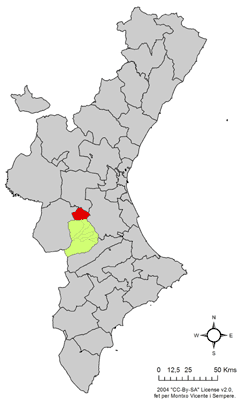
Розташування муніципалітету Мільярес у автономній спільноті Валенсія
Розташування муніципалітету Мільярес у комарці Каналь-де-Наваррес